# Везцы (Ельский район)
Везцы (бел. Вязцы) — упразднённая деревня в Валавском сельсовете, Ельского района, Гомельской области, Белоруссии.
На юге, востоке и севере граничит с лесом.
В связи с радиационным загрязнением после катастрофы на Чернобыльской АЭС жители переселены в чистые места.

## География

### Расположение
В 51 км на юго-запад от районного центра и железнодорожной станции Ельск (на линии Калинковичи — Овруч), в 230 км от Гомеля.

## Гидрография
На Западе канал Валавский, соединяющийся с рекой Батывля (приток реки Словечна).

## Транспортная сеть
Транспортные связи по просёлочной, затем автомобильной дороге Скородное — Ельск.
Планировка состоит из короткой прямолинейной улицы, ориентированной с юго-запада на северо-восток. Жилые дома деревянные, усадебного типа.

## История
По письменным источникам известна с XIX века как селение в Скороднянской волости Мозырского уезда Минской губернии. В 1931 году жители вступили в колхоз. Во время Великой Отечественной войны в июле 1943 года оккупанты сожгли деревню и убили 2 жителей. 5 жителей погибли на фронте. В 1959 году в составе совхоза «Валавский» (центр — деревня Валавск).
С 29 ноября 2005 года исключена из данных по учёту административно-территориальных и территориальных единиц.

## Население

### Численность
- 1990-е — жители переселены.

### Динамика
- 1897 год — 3 двора, 20 жителей (согласно переписи).
- 1917 год — 34 жителя.
- 1940 год — 14 дворов, 70 жителей.
- 1959 год — 63 жителя (согласно переписи).
- 1990-е — жители переселены.